# Eddystone Rocks (Südliche Shetlandinseln)
Die Eddystone Rocks sind zwei Klippenfelsen im Archipel der Südlichen Shetlandinseln. Sie liegen 7 km westsüdwestlich des Start Point vor der Küste der Livingston-Insel.
Der britische Robbenjäger Robert Fildes (1793–1827) kartierte und benannte sie bei seiner Fahrt zu den Südlichen Shetlandinseln zwischen 1820 und 1821. Namensgeber ist die Felsgruppe Eddystone Rocks südwestlich der Hafenstadt Plymouth.